# Olympische Jugend-Sommerspiele 2014/Teilnehmer (Fidschi)
| Gelbes Symbol für Goldmedaillen mit stilisierten Olympischen Ringen | Graues Symbol für Silbermedaillen mit stilisierten Olympischen Ringen | Braundes Symbol für Bronzemedaillen mit stilisierten Olympischen Ringen |
| ------------------------------------------------------------------- | --------------------------------------------------------------------- | ----------------------------------------------------------------------- |
| —                                                                   | —                                                                     | 1                                                                       |

Die Jugend-Olympiamannschaft aus Fidschi für die II. Olympischen Jugend-Sommerspiele vom 16. bis 28. August 2014 in Nanjing (Volksrepublik China) bestand aus 26 Athleten.
Die Rugbymannschaft gewann nach einer Halbfinalniederlage gegen Frankreich und einem Sieg im kleinen Finale gegen Kenia die Bronzemedaille.

## Athleten nach Sportarten

### Gewichtheben
| Mädchen - Ulina Sagone Klasse bis 53 kg: 7. Platz | Jungen - Paoma Qaqa Klasse bis 62 kg: 8. Platz |

### Hockey
Mädchen
- 10. Platz
- Kader
Taraivini Bennion
Lora Bukalidi
Tiara Dutta
Adi Naselesele
Ro Ratumaimuri
Lala Ravatu
Ro Silatolu
Temo Tikoitoga
Ateca Tinaisalasalavonu

### Leichtathletik
| Mädchen - Kayla Yee 100 m: DNF (Vorrunde) | Jungen - Keasi Naidroka 100 m: 17. Platz |

### Rugby
Jungen
- Bronze
- Kader
Josaia Cokaibusa
Waisea Daroko
Timoci Meya
Ratu Nawabalavu
Sailasa Powell
Alipate Qaraniqio
Filipe Qoro
Navitalai Ralawa
Joseva Rauga
Semi Tabacule
Ratu Uluiviti
Eminoni Vuidravuwalu

### Schwimmen
Jungen
- Meli Malani
50 m Freistil: 21. Platz (Vorrunde)
50 m Brust: 25. Platz (Vorrunde)
50 m Schmetterling: 31. Platz (Vorrunde)